# Jump (canção de Van Halen)
"Jump"  é uma canção gravada pela banda de rock americana Van Halen. Lançada em 1983 como a segunda faixa do álbum 1984, foi o único single do grupo a alcançar o primeiro lugar na parada Billboard Hot 100. A canção rompeu o molde das canções anteriores da banda, principalmente pela melodia principal, tocada em um sintetizador (um Oberheim OB-Xa) pelo próprio Eddie Van Halen, embora ela ainda contenha o tradicional solo de guitarra de Eddie, que declarou ser um de seus favoritos.
O videoclipe da canção foi dirigido por David Lee Roth.
"Jump" talvez seja a canção mais popular e instantaneamente reconhecível, talvez porque sua música incorpore os principais aspectos dos dois gêneros da música pop mais associados com a cena musical da década de 1980 nos Estados Unidos: o pop e seus sintetizadores, e o metal estilo-"estádio". Sua introdução é um dos trechos de música popular mais imediatamente reconhecíveis no rock, e a canção acabou mudando o futuro e o estilo da banda, de predominantemente hard rock para um estilo de música mais popular e orientado para as emissoras de rádio.
Foi a 41ª música mais tocada nas rádios brasileiras em 1984.